# Bistum Presidente Prudente
Das Bistum Presidente Prudente (lateinisch Dioecesis Prudentipolitana, portugiesisch Diocese de Presidente Prudente) ist eine in Brasilien gelegene römisch-katholische Diözese mit Sitz in Presidente Prudente im Bundesstaat São Paulo.

## Geschichte
Das Bistum Presidente Prudente wurde am 16. Januar 1960 durch Papst Johannes XXIII. mit der Apostolischen Konstitution Cum venerabilis aus Gebietsabtretungen des Bistums Assis errichtet und dem Erzbistum Botucatu als Suffraganbistum unterstellt.

## Bischöfe von Presidente Prudente
- José de Aquino Pereira, 1960–1968, dann Bischof von Rio Preto
- José Gonçalves da Costa CSsR, 1969–1975, dann Koadjutorerzbischof von Niterói
- Antônio Agostinho Marochi, 1976–2002
- José María Libório Camino Saracho, 2002–2008
- Benedito Gonçalves dos Santos, seit 2008